# Baltiška ladjedelnica
Baltiška ladjedelnica (rusko Балтийский завод имени С. Орджоникидзе "Baltijskij zavod imeni S. Ordžonikdze") je ena izmed najstarejših ruskih ladjedelnic. Ladjedelnico sta ustanovila M. Carr in M. L. MacPherson leta 1856. Nahaja se v Sankt Peterburgu na jugozahodnem delu otoka Vasilijevskij. Ladjedelnica je zgradila večje število bojnih ladij za Rusko imperialno mornarico in jedrske ledolomilce za Sovjetsko zvezo. Trenutno ladjedelnica gradi ladje, kot so jedrski ledolomilci razreda Arktika.

## Ladje
- Bojna ladja razreda Peresvet
- Bojna ladja razreda Borodino
- Bojna križarka razreda Borodino
- Bojna ladja razreda Andrej Pervoznanij
- Bojna ladja razreda Gangut
- Bojna križarka razreda Kronštadt
- Križarke razreda Sverdlov
- Bojne križarke razreda Orlan
- Podmornice razreda Dekabrist
- Jedrski ledolomilci razreda Tajmir
- Jedrski ledolomilci razreda Arktika